# CH-54 (航空機)
CH-54 タルヘ
パラシュート爆弾を運ぶCH-54
- 用途：輸送ヘリコプター
- 製造者：シコルスキー・エアクラフト[1]
- 運用者： アメリカ合衆国（アメリカ陸軍)[1]
- 初飛行：1962年5月9日[1]
- 生産数：105機[1]
- 退役：1991年[1]
- 運用状況：退役

CH-54 タルヘ（CH-54 Tarhe）は、アメリカ陸軍向けにシコルスキー社で開発された双発クレーン・ヘリコプターである。本機の名称であるタルヘは、18世紀のワイアンドット族（アメリカ原住民）族の酋長の名から付けられた（また、彼のあだ名は「ザ・クレーン」であった）。民間モデルの名称はシコルスキー S-64である。

## 開発

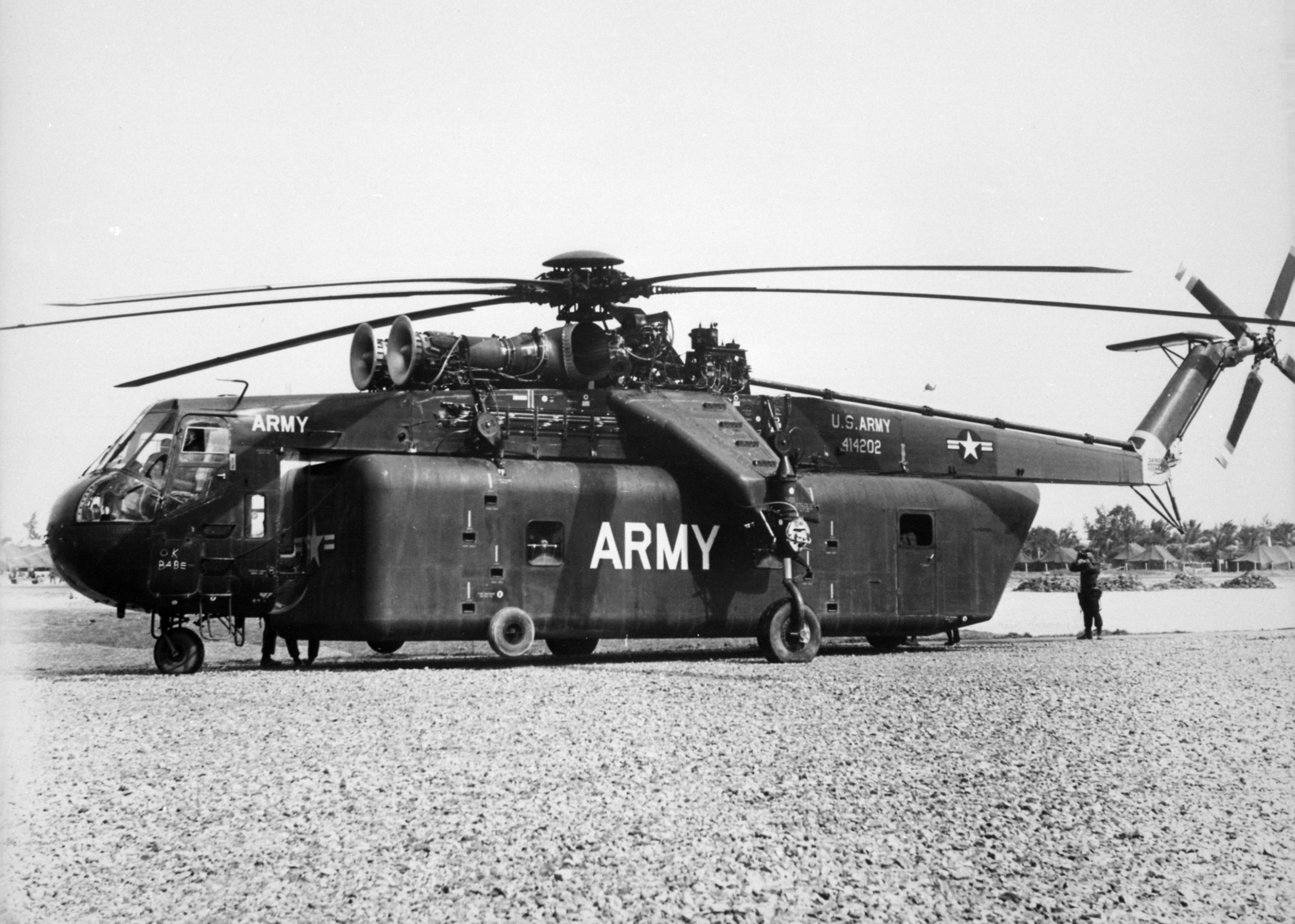
CH-54A タルヘ

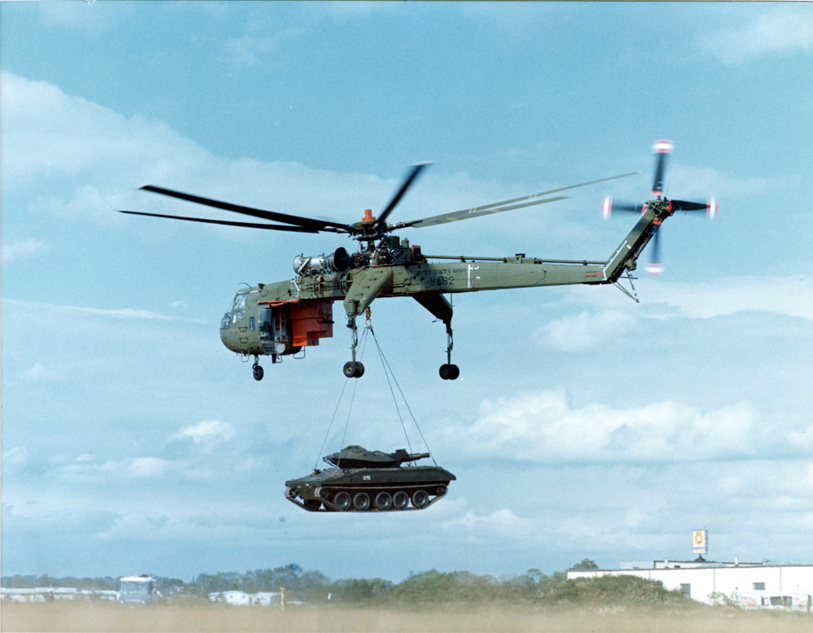
CH-54B用トランスミッションのテストのために M551シェリダン空挺戦車を吊り下げるCH-54B

シコルスキー社の「スカイクレーン」ヘリコプターの構想は、1958年にレシプロエンジン搭載のS-60から始まった。
ターボシャフトエンジンを搭載したS-64 スカイクレーンは、1962年5月9日に初飛行し、アメリカ陸軍は最終的に105機をCH-54の名称で購入した。ベトナムではCH-54は輸送、墜落した航空機の回収に使用された。1947年にジェームズ・ギャビン（James M. Gavin）将軍が著書の「空挺戦争（Airborne Warfare）」の中で提唱した取り外し可能なモジュールシステム（ポッド）のおかげで大きな成功を収めた。初期のポッドは兵員と外部吊り下げ物を同時に運ぶことはできなかった。CH-54の改良型ポッドは兵員と外部吊り下げ物を同時に運ぶことができたが購入されなかった。スカイクレーンは貨物を吊り下げるだけではなく、前進飛行時の抵抗を減らし振り子運動を防ぐために貨物を機体中心線に沿って強固に保持することができた。ホバリング状態から車両の吊り上げ吊り降ろしができたため、ヘリコプター自身は着地する必要が無かった。予算が削減されたため重リフトヘリコプター（Heavy Lift Helicopter、HLH）計画はキャンセルされ、より強力なエンジンが搭載されることも無かった。ボーイング CH-47 チヌークが徐々に実戦配備されてもスカイクレーンは1990年代初めまで州兵部隊に就役していた。ソビエト連邦もCH-54に似た骨格デザインの、より大型のクレーンヘリコプターを製造した。
現在、オレゴン州セントラルポイントのエリクソン・エアクレーン社が最大のS-64機群をエリクソン S-64 スカイクレーンの名称で世界各国で運用している。これらの機体は世界中の空中消火任務用に水投棄機材（消火用フォームやゲルを使用することのできるものもある）を装備している。1992年に形式認証と製造権を取得した後、エリクソン社は機体の製造を続け、世界最大のS-64の運用事業者である。

## 派生型
YCH-54A
前量産モデル、6機製造。
CH-54A

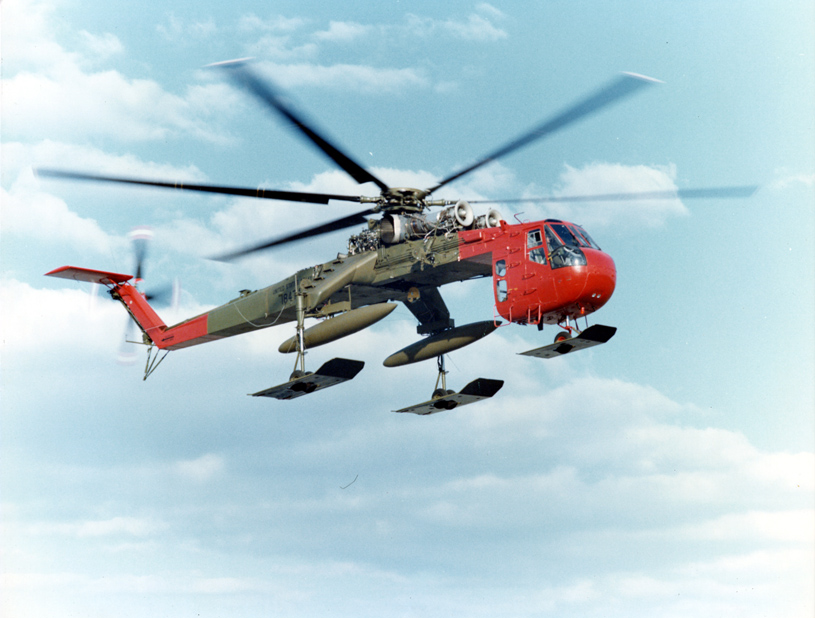
スキーを履き、増槽を装着したCH-54B

4,500shp のプラット・アンド・ホイットニー T73-P-1 ターボシャフトエンジンを2基搭載した量産モデル、54機製造。
CH-54B
4,800shpのプラット・アンド・ホイットニー T73-P-700 ターボシャフトエンジンを2基搭載し主脚を2重車輪にした強化モデル、37機製造。

## 運用
アメリカ合衆国
- アメリカ陸軍[1]

## 現存機
シコルスキー CH-54現存機一覧
世界中の博物館に所蔵されているのと同様に、数多くの機体が飛行可能な状態にある。

## 性能・主要諸元
（CH-54B Tarhe）The Complete Encyclopedia of World Aircraft
- 乗員：3名
- 搭載量：9,000kg（20,000lb）
- 全長：26.97m（88ft 6in）
- 全高：7.75m（25ft 5in）
- 主回転翼直径：21.95m（72ft 0in）
- 円板面積：378.24m²（4,071.5ft²）
- 空虚重量：8,980kg（19,800lb）
- 最大離陸重量：21,000kg（47,000lb）
- 発動機：プラット・アンド・ホイットニー T73-P-700（英語版） ターボシャフトエンジン（4,800shp（3,580kW））×2基
- 超過禁止速度：240km/h（150mph 130kt）
- 航続距離：370km（230mi 200NM）
- 巡航高度：5,600m（18,330ft）
- 上昇率：6.75m/s（1,330ft/min）

## 登場作品
『インデペンデンス・デイ』
ワシントンD.C.上空に現れたエイリアンの宇宙船に対して、照明パネルを搭載し交信を試みるが、返答として宇宙船から放たれたレーザー攻撃によって破壊される。